# Naturschutzgebiet Oberlauf des Meimkebaches
Das Naturschutzgebiet Oberlauf des Meimkebaches mit einer Größe von 7,5 ha lag nördlich von Oeventrop im Stadtgebiet von Arnsberg im Hochsauerlandkreis im Südosten von Nordrhein-Westfalen. Es wurde 1998 mit dem Landschaftsplan Arnsberg durch den Hochsauerlandkreis als Naturschutzgebiet (NSG) ausgewiesen. Im Osten grenzte direkt das Naturschutzgebiet Breitenbruch-Neuhaus an. Das NSG gehörte zum 7.991 ha großen FFH-Gebiet Arnsberger Wald (DE-4514-302). Seit 2021 gehört das Gebiet zum Naturschutzgebiet Arnsberger Wald (Arnsberg).

## Gebietsbeschreibung
Im NSG handelt es sich um den Oberlauf des Meimkebaches und seiner Nebenbäche. Zum NSG gehören die Bäche und die Aue. Die Aue ist meist mit Erlen bestockt.

## Schutzzweck
Das NSG soll das Bachtal mit Arteninventar schützen. Wie bei allen Naturschutzgebieten in Deutschland wurde in der Schutzausweisung darauf hingewiesen, dass das Gebiet „wegen der Seltenheit, besonderen Eigenart und Schönheit des Gebietes“ zum Naturschutzgebiet erklärt wurde.